# Hong Kong Rangers FC
Hong Kong Rangers FC, i vardagligt tal Rangers, är ett fotbollslag i Hongkong. Rangers har vunnit ligan en gång och Hongkongs FA-cup två gånger.
Hong Kong Rangers FC grundades 1958 av skotten Ian John Petrie. 1970 var man det första laget i Hongkong som värvades europeiska proffsspelare då man värvade tre skottar.